# Fusillade du 18 mars 2019 à Utrecht
La fusillade du 18 mars 2019 à Utrecht (en néerlandais : Aanslag in Utrecht op 18 maart 2019) se produit dans un tramway d'Utrecht (Pays-Bas) aux alentours de 10 h 45. Le coordinateur national pour la lutte contre le terrorisme et la sécurité fait initialement état de « plusieurs victimes » lors d'un acte « potentiellement terroriste ». Le bilan final de la fusillade fait état de quatre morts et six blessés. Le motif de terrorisme islamiste est établi, tandis que le tireur, Gökmen Tanış (nl), de nationalité turque, est rapidement arrêté. Il est condamné à la perpétuité sans possibilité de libération par un tribunal d'Utrecht le 20 mars 2020.

## Contexte
La fusillade a lieu quelques jours après les attentats de Christchurch ayant fait une cinquantaine de morts parmi des musulmans dans deux mosquées de Nouvelle-Zélande. La vidéo du tueur, équipé d'une caméra lors de ses actes, est diffusée en Turquie par le président Recep Tayyip Erdoğan, qui la projette lors de rassemblements de campagne pour les élections municipales. Erdoğan est par la suite accusé d'avoir attisé la haine chez ses soutiens, menant le quotidien saoudien Arab News à envisager l'hypothèse d'une vengeance en lien avec les événements néo-zélandais. La fusillade d'Utrecht a lieu deux jours avant les élections provinciales néerlandaises.

## Déroulement
Vers 10 h 45, une fusillade a lieu dans un tramway rapide près de la jonction du 24 Oktoberplein à Utrecht. L'agresseur s'enfuit dans une voiture, conduisant à une chasse à l'homme à grande échelle, qui dure une grande partie de la journée. Plusieurs heures plus tard, la police arrête Gökmen Tanış (nl), un homme de 37 ans, né en Turquie. En outre, deux autres arrestations sont menées en lien avec la fusillade. La police confisque une voiture Renault Clio rouge dans le cadre de l'attaque.
Initialement, il est signalé que l'une des femmes abattues pourrait avoir été ciblée pour des « raisons familiales » et d'autres passagers venant à son secours auraient ensuite été également visés. Cependant, les forces de l'ordre annoncent plus tard qu'il n'existe aucun lien entre Tanis et les victimes. Une note est finalement trouvée dans la voiture de l'agresseur faisait allusion au terrorisme comme motif.

## Enquête judiciaire
Selon la police, le suspect serait Gökmen Tanış (nl), un homme né en Turquie âgé de 37 ans. Il avait fait un voyage en Tchétchénie en contact avec des individus partis faire le djihad au sein de l'État islamique. Il est interpellé le jour même, le 18 mars 2019. Dans la soirée, la police néerlandaise indique avoir arrêté un deuxième homme suspecté d'avoir participé à la fusillade, puis un autre peu après. Ils sont rapidement relâchés. La piste terroriste est donc privilégiée, même si un différend familial n'est à ce stade pas à exclure. Les enquêteurs assurent cependant n'avoir trouvé « aucun lien » entre le suspect principal et les victimes.
L'assaillant laisse une note dans la voiture détournée : « Je le fais pour ma foi, vous tuez des musulmans et vous voulez nous priver de notre foi, sans y parvenir. Allah est grand ». Le 20 mars 2020, Tanış est condamné à la prison à vie sans possibilité de libération conditionnelle, à Utrecht, conformément aux réquisitions du ministère public, soit la plus lourde peine aux Pays-Bas. Le procès est marqué par son manque de remords. Il ne fait pas appel de sa condamnation, ce qui la rend définitive. Il est incarcéré au pénitencier de Rotterdam (nl).